# Pallasina barbata
Pallasina barbata is een straalvinnige vissensoort uit de familie van harnasmannen (Agonidae). De wetenschappelijke naam van de soort is voor het eerst geldig gepubliceerd in 1876 door Franz Steindachner. Hij gaf aan de soort de naam Siphagonus barbatus.
De soort komt voor in de noordelijke Stille Oceaan van de Japanse Zee tot de Beringzee en centraal Californië. Ze wordt maximaal 17 centimeter lang.